# Бартель, Свен
Свен Кристиан Бартель (швед. Sven Barthel; 8 сентября 1903, Ботчюрка — 30 сентября 1991, Стокгольм) — шведский писатель
, журналист, театральный и литературный критик, редактор и переводчик.

## Биография
Сын учёного-микробиолога. В 1921—1924 годах учился в Стокгольмском университете.
Начал писать в студенческих журналах, таких как "Gaudeamus", а вскоре и в ежедневной прессе. Как писатель-фантаст дебютировал в 1928 г. В середине 1920-х Бартель стал сотрудником сначала в "Dagens Nyheter" , а затем, в  "Stockholms-Tidningen". За период немногим более десяти лет написал несколько сотен статей сначала за подписью «Виндфельт», а затем и под своим собственным именем.
Был одним из инициаторов популярной серии книг Боннье «Книги бессмертной молодежи» ( De odödliga ungdomsböckerna (с момента её создания в 1937 г.), Vintergatan: Sveriges forfattareförenings litteraturkalender (с 1939), Levande livet (1948—1949) и для воскресного чтения Dagens nyheter (1948—1968). Был литературным критиком в «Expressen» (1944—1946), театральным критиком в журнале «Vi» (1944—1947), в «Dagens Nyheter» (1948—1968).
Бартель был прекрасным художником-натуралистом, особенно интересовавшимся окрестностями столицы и Стокгольмского архипелага. Бартель в основном жил на озере и на островах, в основном в Швеции, но также и в Европе (Фарерские острова, Сицилия), а также в Южной и Центральной Америке, что ясно из названий некоторых из его самых известных книг (Strandhugg (1929), Сельдь и рыба (1929) и Ö (1935)). Много писал о природе.  Быстро сделал себе имя как высококлассный художник-натуралист и в конечном итоге стал одним из выдающихся прозаиков Швеции.

## Избранная библиография
- 1928 — Ramsöpojkar
- 1929 — Strandhugg
- 1929 — Sill och fisk
- 1931 — Atlant
- 1932 — På väg till Colón
- 1933 — Harstena
- 1933 — Hallänningarna på Kattegatt
- 1934 — Loggbok
- 1935 — Kust
- 1937 — Slagruta
- 1940 — Cykloncentrum
- 1941 — Äventyrens värld
- 1943 — Stränder
- 1944 — Akvareller och teckningar av Ludvig Nordström
- 1945 — Gillöga
- 1950 — Öar i urval
- 1952 — Skärgård
- 1954 — Finska valsen
- 1958 — Den förtrollade trädgården
- 1963 — Atlant med en återkomst
- 1973 — Svenska Lillö
- 1975 — Somrarnas ansikten
- 1985 — Bull i skärgården
- 2000 — Strandhugg och andra skärgårdsstycken
- 2010 — Från 10 år med Vindfält

Занимался переводами, перевёл на шведский язык «О мышах и людях» Джона Стейнбека, произведения Марка Твена, Грем Грина, Уильяма Сарояна, пьесы Юджина О’Нила и Теннесси Уильямса и др.

## Награды
- 1955 — Премия Доблоуга
- 1962 — Премия Эльзы Тулин за переводы
- 1964 — Премия Шведской академии за лучший перевод
- 1970 — Премия Beskowska resestipendiet Шведской академии
- 1976 — Премия Доблоуга
- 1980 — Литературная премия Чельгрена Шведской академии